# Долганська сільська рада
Долга́нська сільська рада (рос. Долганский сельский совет) — сільське поселення у складі Крутіхинського району Алтайського краю Росії.
Адміністративний центр та єдиний населений пункт — село Долганка.

## Населення
Населення — 1285 осіб (2019; 1472 в 2010, 1779 у 2002).